# Firefox Sync
A Firefox Sync a Mozilla Alapítvány böngészőszinkronizálója. A böngészőben tárolt személyes adatokat tárolja el egy szerveren, például a felhasználói beállításokat, a könyvjelzők, a megnyitott lapokat, az előzményeket, a mentett jelszavakat és a bővítményeket. Így egy felhasználó beállításait különböző eszközök közt szinkronizálhatja.

## Története
A szolgáltatás 2007 decemberében jött létre Mozilla Weave néven kísérleti szolgáltatásként. A teszt 2010-ben zárult, és a hivatalos beépülő ekkor jelent meg a Mozilla Firefoxhoz. A szolgáltatást ekkor nevezték át Firefox Syncre. A Firefox 4.0-val a szolgáltatás klienskomponense a böngészőbe lett integrálva.
A Mozilla Alapítvány a Firefox Home mobilalkalmazás mellett az iPhone-ra és az iPadre is kiadott Firefox Sync-klienst, de ez 2012. augusztus 3. óta nem érhető el.
2014. április 29-én jelent meg a Firefox Sync 1.5. A Sync 1.5-ben a hitelesítés önálló hitelesítő szolgáltatásba, a Firefox Accountsba került. E szolgáltatás hitelesíti a Mozilla felhasználói szolgáltatásainál a felhasználót. A Firefox Sync-szerver a szinkronizálandó felhasználói adatokat tárolja.
A Firefox a 29-es verziótól a Sync 1.5-öt használja. A szinkronizáló szolgáltatást 2014. április előtt is használók átmenetileg használhatták a Sync 1.1-et a Firefox 29-cel.

## Használata és kritikák
A Mozilla Firefox adatai szerint a Sync 1.1-et a Firefox-használók mintegy 1%-a használta.
A Mozilla Alapítvány a Sync 1.0 és 1.1 számos gyengeségét ismertette: nehezen indítható szolgáltatás, nem teljes megbízhatóság és méretezhetőség. Így PiCL (Profile in the Cloud) néven a szolgáltatást újraírták, és 1.5-ös verzióként 2014. április 29-én a Firefox 29-cel együtt adták ki.

## Támogatott kliensek
A szolgáltatás az alábbi platformokon és klienseken futtatható:
- GNU/Linuxon, macOS-en és Windowson Firefox 4.0-tól és SeaMonkey 2.1-től.[15]
- Androidon Mozilla Firefox Mobile-lal.[16]

## Szerver
A Mozilla Alapítvány egy hitelesítő szolgáltatást, a Firefox Accountst és egy szinkronizálandó tartalmakhoz használt szervert alkalmaz. Ezekre érvényesek a szolgáltatások használati feltételei. Lehetséges ezenkívül saját „Sync-szervert” és hitelesítő szolgáltatást is beállítani.

## Adatvédelem
A Mozilla szinkronizáló szolgáltatásának használatakor az adatvédelmi nyilatkozat a felhasználói szolgáltatokra érvényes.
A szolgáltatás használatához a felhasználónak először Firefox-fiókot kell érvényes e-mail-cím és jelszó megadásával létrehoznia a hitelesítő szolgáltatáson. Minden olyan munkamenet során, melyben a használt eszközön aktív a Firefox Sync, a felhasználónak be kell jelentkeznie, ami azonosítja a felhasználót a cím és a jelszó alapján. Így bár a hitelesítő szolgáltatás bár ellenőrzi a bejelentkezést, nem tudja meg nyers szövegben a felhasználó jelszavát.
A bejelentkezés után az alkalmazás a felhasználónak a jelszó segítségével a felhasználói adatok titkosításához és feloldásához kulcsot ad. Minden azonos felhasználóhoz (e-mail-címhez) tartozó eszköz azonos kulcsot használ. A szinkronizált adatok megbízhatóságát e kulcs ellenőrzi a Sync-szerverre való átvitelkor és a mentéskor. A protokoll jellemzői a GitHubon elérhetők.
A különböző metaadatok megjelenése a hitelesítő szolgálattal való kommunikációkor problémát jelenthet. Ekkor lehetséges a használó tartózkodási helyére és szokásaira következtetni.

## Fordítás
Ez a szócikk részben vagy egészben  a   Firefox Sync című német Wikipédia-szócikk ezen változatának fordításán alapul.  Az eredeti cikk szerkesztőit annak laptörténete sorolja fel. Ez a jelzés csupán a megfogalmazás eredetét és a szerzői jogokat jelzi, nem szolgál a cikkben szereplő információk forrásmegjelöléseként.